# Hiếu Đức Hiển Hoàng hậu
Hiếu Đức Hiển Hoàng hậu (chữ Hán: 孝德顯皇后, tiếng Mãn: ᡥᡳᠶᠣᠣᡧᡠᠩᡤᠠ
 ᡝᡵᡩᡝᠮᡠ
 ᡳᠯᡝᡨᡠ
 ᡥᡡᠸᠠᠩᡥᡝᠣ, Möllendorff: hiyoošungga erdemu iletu hūwangheo, Abkai: hiyouxungga erdemu iletu hvwangheu; 12 tháng 4 năm 1831 - 24 tháng 1 năm 1851), là nguyên phối Đích phúc tấn của Thanh Văn Tông Hàm Phong Đế khi ông vẫn còn là Hoàng tử. 
Cũng như Hiếu Mục Thành Hoàng hậu, dù là nguyên phối thê tử của Hoàng đế, nhưng Hiếu Đức Hiển Hoàng hậu chưa bao giờ được làm Hoàng hậu khi còn sống, chỉ được truy phong ngôi Hoàng hậu khi đã qua đời.

## Cuộc đời

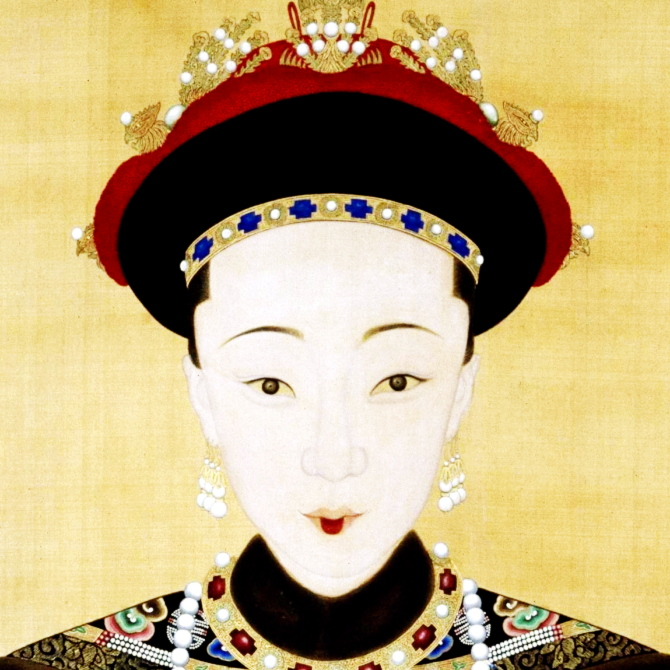
Cận chân dung Hiếu Đức Hiển Hoàng hậu Tát Khắc Đạt thị.

Hiếu Đức Hoàng hậu sinh ngày 1 tháng 3 (âm lịch) năm Đạo Quang thứ 21, xuất thân từ gia tộc Tát Khắc Đạt thị (薩克達氏) thuộc Mãn Châu Tương Lam kỳ, một gia tộc tầm trung có ở toàn bộ Bát kỳ, song phân bố chủ yếu tại Tương Lam kỳ.
Tằng tổ phụ Minh Sơn (明山), giám sinh xuất thân, những năm cuối Càn Long lấy Bút thiếp nhập sĩ, đời Gia Khánh từ Án sát, Bố chính phủ đến Tuần phủ Quý Châu, Văn Quý Tổng đốc, nhậm bộ Hình Thượng thư thời Đạo Quang năm đầu. Tổ phụ Kỳ Xương (祺昌), làm đến Viên ngoại lang bộ Binh. Phụ thân Phú Thái (富泰), làm Thái Thường tự Khanh. Tằng tổ mẫu Khố Nhĩ thị (庫爾氏), tổ mẫu Na Lạp thị, gia thế không rõ, nhưng mẹ bà là Quận chúa, con gái thứ ba của Trịnh Thận Thân vương Ô Nhĩ Cung A, có thể thấy dòng dõi bà sớm đã tiến vào hôn nhân với nhà các thế gia Mãn Châu.
Trong nhà bà không thấy ghi nhận có nam duệ, chỉ biết bà có một em gái về sau gả cho Phụng quốc Tướng quân Phổ Thiện (溥善) thuộc Hòa vương phủ hệ. Do không có con trai, người trong họ đưa cháu Đức Mậu (德懋) làm kế tự.
Căn cứ Đại Thanh Hoàng tử thành hôn lệ thường, Tát Khắc Đạt thị hẳn được chọn vào tầm năm Đạo Quang thứ 27 (1847) mùa xuân hoặc mùa hạ, do chính Đạo Quang Đế tuyển chọn, khi đó bà 16 tuổi, phù hợp lứa tuổi thành hôn. Ngày 25 tháng 10, mùa đông, Tát Khắc Đạt thị cùng Hoàng tứ tử Dịch Trữ, con trai thứ tư của Đạo Quang Đế làm lễ đính hôn. Sang năm sau (1848), ngày 27 tháng 2, Tát Khắc Đạt thị chính thức được gả cho Dịch Trữ, nghiễm nhiên trở thành Đích Phúc tấn.
Căn cứ [Thanh cung y án] ghi lại, Tát Khắc Đạt thị vào cung vừa tháng 2, thì ở tháng 8 liền mắc phong hàn mạo cảm. Sang năm tháng 4, lại thấy chứng phong thấp xuất hiện nhiều. Tời tháng 8 thì thân thể đã rất hư nhược. Vào đầu tháng 12 thì bệnh tình chuyển biến tốt hơn, ghi lại: “Từ viên đến sở nội, thần khí đều hảo, tứ chi cũng có thể di động chuyển, duy khí huyết thượng nhược, có khi ho khan.”. Thế nhưng đột nhiên vào ngày 10 tháng đó, suy yếu chịu phong, lại lần nữa không khoẻ, sang ngày 11 lại cảm thấy khá tốt rồi cuối cùng vào ngày 12 bệnh chuyển nặng và bạo vong. Có học giả chuyên môn từng phân tích y án này, cho rằng đây là biểu hiện của bệnh gan trường kỳ.
Năm thứ 29 (1850), ngày 12 tháng 12 (tức ngày 24 tháng 1 năm 1851), giờ Tỵ, Tát Khắc Đạt thị đột ngột qua đời khi chỉ mới 19 tuổi và không có người con nào với Dịch Trữ. Ngày 18 tháng 12 (âm lịch), quan tài của bà phụng di Điền thôn để tạm an.

## Truy phong Hoàng hậu
Năm Đạo Quang thứ 30 (1850), ngày 15 tháng 1 (tức ngày 26 tháng 2 dương lịch), Đạo Quang Đế băng hà, Thái tử Dịch Trữ nối ngôi, sử gọi Hàm Phong Đế. Tiếc thương thê tử yểu mệnh, Hàm Phong Đế lập tức ra chỉ dụ truy phong Đích phi Tát Khắc Đạt thị làm Hoàng hậu, thụy hiệu rằng Hiếu Đức Hoàng hậu (孝德皇后).
Ngày 27 tháng 10 (âm lịch) cùng năm đó, mệnh Trang Thân vương Dịch Nhân làm Chính sứ, Thành Quận vương Tái Duệ làm Phó sứ, cầm sách bảo, chính thức tiến hành đại lễ dâng thụy hiệu cho Hiếu Đức Hoàng hậu. Chiếu cáo thiên hạ.
Sách văn rằng:
| “                                  | 朕惟礼详内治。六宫端正始之原。易首坤贞。万物仰资生之化。矧淑范扬芬于彤史。遽悼沦徂。期荣名俪体于紫宸。式隆位号。瑶缄丕焕玉几。维歆皇后萨克达氏图史名门簪缨甲族蚤娴姆教温恭循礼法之传长勋女箴。动静协庄姝之度。忆钦承于考命作配朕躬。逮奉侍于重闱允循妇职柔嘉维则播宫掖之贤声。敬戒无违藉昕宵之内助浣濯之衣裳在御俭以持身。燕闲而织组常亲。勤能率下方冀永绥福履。何期顿阻音容芝寝奁空椒涂鉴失。兹者仰承付托抚有寰区缅维元配之仪型。宜正中宫之典礼载稽彝训综百善而孝冠乎先。言念芳徽。备四行而德居其首。兹以册宝追封为孝德皇后于戏望珠輀于近甸隆称长著干秋颁琬刻于灵筵。令誉聿彰两字祇膺宠贲。默鉴哀悰。 . Trẫm duy lễ tường nội trị. Lục cung đoan chính thủy chi nguyên. Dịch thủ khôn trinh. Vạn vật ngưỡng tư sinh chi hóa. Thẩn thục phạm dương phân vu đồng sử. Cự điệu luân tồ. Kỳ vinh danh lệ thể vu tử thần. Thức long vị hào. Dao giam phi hoán ngọc kỉ. Duy hâm Hoàng hậu Tát Khắc Đạt thị, đồ sử danh môn, trâm anh giáp tộc, tảo nhàn mỗ giáo, ôn cung tuần lễ pháp chi truyện trường huân nữ châm. Động tĩnh hiệp trang xu chi độ. Ức khâm thừa vu khảo mệnh tác phối trẫm cung. Đãi phụng thị vu trọng vi duẫn tuần phụ chức nhu gia duy tắc bá cung dịch chi hiền thanh. Kính giới vô vi tạ hân tiêu chi nội trợ hoán trạc chi y thường tại ngự kiệm dĩ trì thân. Yến nhàn nhi chức tổ thường thân. Cần năng suất hạ phương ký vĩnh tuy phúc lí. Hà kỳ đốn trở âm dung chi tẩm liêm không tiêu đồ giám thất. Tư giả ngưỡng thừa phó thác phủ hữu hoàn khu miến duy nguyên phối chi nghi hình. Nghi chính trung cung chi điển lễ tái kê di huấn tổng bách thiện nhi hiếu quan hồ tiên. Ngôn niệm phương huy. Bị tứ hành nhi đức cư kỳ thủ. Tư dĩ sách bảo, truy phong vi: Hiếu Đức Hoàng hậu. Vu hí! Vọng châu nhi vu cận điện long xưng trường trứ càn thu ban uyển khắc vu linh diên. Lệnh dự duật chương lưỡng tự chỉ ưng sủng bí. Mặc giám ai tông. | ” |
| — Sách thụy văn Hiếu Đức hoàng hậu | |   |

Cùng năm, ngày 22 tháng 12 (âm lịch), Hàm Phong Đế hạ chỉ cho cả dòng tộc bà đều được nâng thành Mãn Châu Tương Hoàng kỳ. Do Phú Thái không có con trai, nên người cháu kế tự Đức Mậu và con cháu thế tập tước vị [Thừa Ân công; 承恩公], gia tộc Tát Khắc Đạt thị từ đó bình bình an hưởng phú quý.

## Hợp táng Địa cung
Năm Hàm Phong thứ 11 (1861), ngày 26 tháng 7 (âm lịch), Đồng Trị Đế dâng tôn thụy hiệu thêm cho Hiếu Đức Hoàng hậu, thêm Đế thụy [Hiển] của Hàm Phong Đế. Sang ngày 6 tháng 12 cùng năm, tiến hành làm lễ truy dâng thêm thụy hiệu, toàn xưng rằng Hiếu Đức Ôn Huệ Thành Thuận Từ Trang Cung Thiên Tán Thánh Hiển Hoàng hậu (孝德溫惠誠順慈莊恭天贊聖顯皇后).
Năm Đồng Trị nguyên niên (1862), tháng 9, kim quan của Hiếu Đức Hoàng hậu từ Điền thôn phụng di đến Tĩnh An trang tạm an. Tháng 10, làm lễ thăng phụ thần vị của Hiếu Đức Hiển Hoàng hậu lên điện Phụng Tiên. Sang năm thứ 4 (1865), ngày 22 tháng 9, giờ Thìn, Hiếu Đức Hiển Hoàng hậu cùng hợp táng với Hàm Phong Đế vào địa cung của Định lăng (定陵), Thanh Đông lăng, cùng ngày hôm đó thăng phụ thần vị vào Thái Miếu.
Qua các đời Đồng Trị, Quang Tự và Tuyên Thống, thụy hiệu đầy đủ của bà là Hiếu Đức Ôn Huệ Thành Thuận Từ Trang Khác Thận Huy Ý Cung Thiên Tán Thánh Hiển Hoàng hậu (孝德溫惠誠順慈莊恪慎徽懿恭天贊聖顯皇后). Hoàng hậu được cải táng ở Định lăng (定陵), Thanh Đông lăng.

## Trong văn hoá đại chúng
Trong Đại Thanh Hậu Cung năm 2005 , Hiếu Đức Hiển Hoàng Hậu xuất hiện qua nhân vật Đích Phúc Tấn Tát Khắc Đạt Bảo Cầm do diễn viên Đồng Lân thủ vai  